# Konstanty z Ostrowicy
Konstanty z Ostrowicy (ur. ok. 1435, zm. po 1500) – serbski i polski historyk. Autor Kroniki Tureckiej zwanej niesłusznie Pamiętnikami Janczara.

## Życiorys
Wszystkie wiadomości o nim pochodzą z jego własnego dzieła. W 1453 roku uczestniczył w oblężeniu Konstantynopola przez Turków, będąc żołnierzem oddziału serbskiego przysłanego sułtanowi Mehmedowi II przez lennika despotę Jerzego Brankowicza. W 1455 roku po upadku miasta Nowe Brdo w Serbii dostał się do niewoli tureckiej. Od tego czasu służył w armii tureckiej jako artylerzysta, bądź janczar, jak chce część badaczy. Uczestniczył w wyprawach wojennych Mehmeda II w Azji i Europie. W 1463 roku jako dowódca obrony zamku Zweczaj w Bośni, obleganego przez króla węgierskiego Macieja Korwina, dostał się do niewoli. Udał się na Węgry, gdzie liczni byli wówczas serbscy emigranci z jego ojczyzny opanowanej przez Turków. Jego dalsze losy są nieznane. Prawdopodobnie pozostał na Węgrzech bądź udał się do Czech lub Polski.

## Kronika Turecka
Kronika Turecka zwana niesłusznie Pamiętnikami Janczara powstała prawdopodobnie w 1499 lub 1500 roku. Kronika nie miała być w zamierzeniu autora dziełem historycznym. Świadczy o tym jej charakter – jest ona raczej memoriałem politycznym, którego głównym celem jest walka z Turkami. Część historyczna źródła to kronika dziejów serbskich i tureckich XIV-XV w. Pozostała część Kroniki to opis religii i obyczajów Turków oraz organizacji polityczno-wojskowej państwa tureckiego w dobie panowania Mehmeda II. Dzieło kończy apel o wyprawę antyturecką skierowany do dwóch Jagiellonów: Jana Olbrachta, króla Polski i jego brata Władysława, króla Czech i Węgier. Dzieło było pomyślane jako podręcznik do walki z Turkami.
Język oryginału do dzisiaj nie został ustalony podobnie jak korpus rękopiśmienny Kroniki Tureckiej. Do naszych czasów zachowało się kilkanaście rękopisów pochodzących z okresu od XVI do XVIII wieku. Cztery z nich są w języku czeskim, reszta w języku polskim.